# Gwernaffield with Pantymwyn
Gwernaffield with Pantymwyn är en community i Storbritannien. Den ligger i kommunen Flintshire och riksdelen Wales, i den södra delen av landet, 280 km nordväst om huvudstaden London.
De två största byarna är Gwernaffield-y-Waun och Pantymwyn.